# Sacrifício de Isaac (Brunelleschi)
O Sacrifício de Isaac é um azulejo de bronze com douramento de Filippo Brunelleschi fundido por ocasião de sua participação no concurso de 1401 para a porta norte do Batistério de Florença. Hoje está no Museu Nacional do Bargello, em Florença.

## Temática
A obra representa o episódio bíblico, conhecido por  Sacrifício de Isaac. É uma narrativa constante no Livro do Gênesis. Na história, Deus ordena que Abraão sacrifique seu filho Isaac em Moriá. Quando Abraão começa a obedecer, tendo amarrado Isaac em um altar, ele é parado por um Anjo do Senhor; um carneiro, então, aparece e é abatido no lugar de Isaac.